# Éméséniens
Les Éméséniens ou Émisènes (en grec ancien : Ἐμισηνός / Emisēnós) forment l'ἔθνος (nation ou tribu) d'Émèse, dans l'actuelle Syrie. Leur phylarque Sampsigéram avait été soumis par Pompée à la République romaine et s'était allié en 47 av. J.-C. en compagnie de son fils Jamblique, d'après Strabon, à Quintus Caecilius Bassus contre Jules César. Aréthuse, près de Homs, était leur « lieu très-fort ».

## Origine et culture
Cicéron a nommé Jamblique « phylarque des Arabes » dans une lettre (Lettres aux familiers 15.1). Si le nom de Jamblique participe — incontestablement selon Victor Langlois — d'une « onomastique sémitique », Maurice Sartre a cependant incité les historiens « à la prudence quant aux appellations des Anciens », telles que celle employée par Cicéron, considérant l'hésitation avec laquelle les auteurs anciens ont fait appartenir certains peuples, tels les Nabatéens ou les Ituréens, au groupe des « Arabes » : « Ainsi, Nabatéens, Ituréens, Éméséniens peuvent être qualifiés d'Arabes ou distingués des Arabes, parfois chez le même auteur. ». Émèse a donné son nom à la ville actuelle de Homs.

## Histoire
Sampsigéram II et (son fils) Azize, descendants de ces phylarques, sont présentés dans les Antiquités judaïques de Flavius Josèphe (18.5.4, 20.7.1) comme ayant été rois « d'Émèse ».